# Yannick Bovy
Yannick Bovy (ur. 12 października 1986 w Hoogstraten) – belgijski piosenkarz popowy i jazzowy.

## Życiorys

### Kariera

#### 2003–2010: Początki
Zainteresowanie muzyką objawiło się u niego w młodym wieku, podczas słuchania płyt Franka Sinatry i Nat King Cole’a. Zachęcony przez ojca muzyka rozpoczął karierę wokalną.
W 2003 roku, czyli jako siedemnastolatek, wziął udział w przesłuchaniach do lokalnej wersji programu X-Factor, jednak odpadł w drugim etapie eliminacji. Po udziale w programie został zauważony przez Regiego Penxtena, producenta i klawiszowca grupy Milk Inc., który w 2007 roku zaproponował mu gościnny udział w nagraniu singla „Better World Without You” z jego płyty pt. Registrated.

#### 2011–2013:Better Man

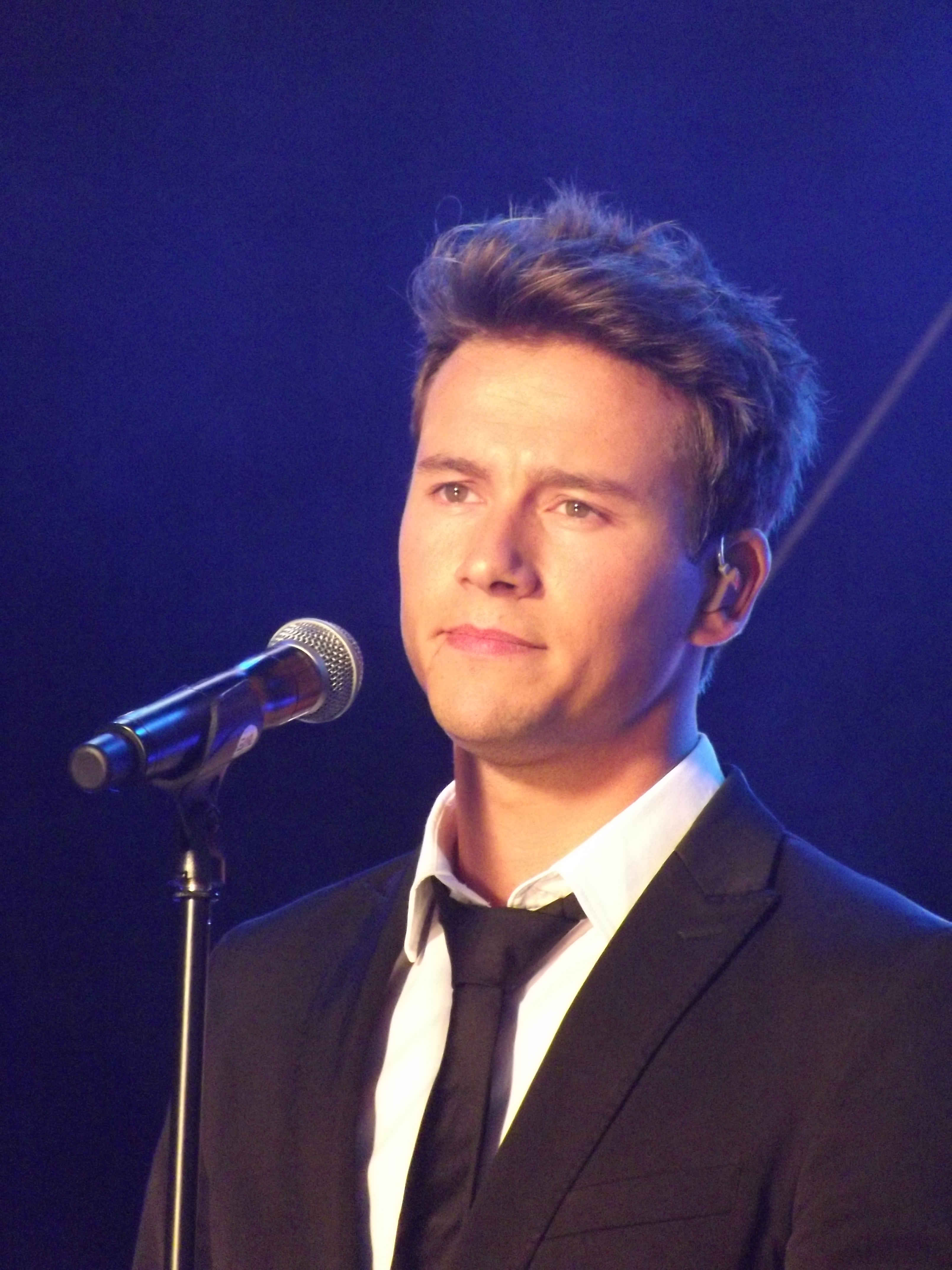
Yannick Bovy, 2012

W 2011 roku Bovy wydał swój debiutancki singiel „She’s Even More Beautiful”, a niedługo potem drugi – „She Don’t Know It”. Pod koniec listopada 2011 ukazał się jego debiutancki album studyjny zatytułowany Better Man, na którym znalazły się covery znanych przebojów i jazzowych standardów, w tym m.in. „All My Loving”, „Fly Me to the Moon” czy „Cheek to Cheek”. Krążek zadebiutował na jedenastym miejscu listy najczęściej kupowanych płyt w kraju, a promowany był przez single: „Theoretical Love”, który został wykorzystany w ścieżce dźwiękowej polskiego serialu Prawo Agaty, a także „Perfect” oraz tytułowy singiel „Better Man”.

#### 2014–2016:All the Way
Pod koniec lipca 2014 roku ukazała się jego druga płyta studyjna zatytułowana All the Way, na której znalazły się m.in. single „Enduring Love”, „Six” i „Pieces”. Album zadebiutował na dwudziestym miejscu krajowej listy bestsellerów.
W lipcu 2015 roku nagrał cover utworu „Toen Nat King Cole van de liefde zong” z repertuaru belgijskiego piosenkarza Willego Tury. W listopadzie 2015 roku Bovy wydał swój nowy singiel „If I Can Dream”. W lipcu 2016 roku ukazał się jego nowy singiel – „Fly Me to the Moon”, który jest coverem piosenki Franka Sinatry.

#### Od 2017:Love Swings
23 czerwca 2017 roku wydał swój trzeci album studyjny, zatytułowany Love Swings. Singlem zapowiadającym płytę został utwór „Paper Plane”, do którego zrealizowany został teledysk.

### Życie prywatne
W połowie października 2016 roku oświadczył się swojej partnerce.

## Dyskografia

### Albumy studyjne
- Better Man (2011)
- All the Way (2014)
- Love Swings (2017)